# Jana Michailidu
Jana Michailidu (* 18. října 1990 Karviná) je česká politička a biotechnoložka, od ledna do srpna 2014 třetí místopředsedkyně České pirátské strany, od června do srpna 2014 pak dočasně působila jako úřadující předsedkyně strany.

## Život
Absolvovala gymnázium v Karviné. Následně v letech 2010–2017 vystudovala bakalářský a navazující magisterský obor biotechnologie léčiv na Vysoké škole chemicko-technologické v Praze (získala titul Ing.),  na téže škole následně mezi lety 2017 a 2023 absolvovala doktorský obor biotechnologie.  Na Ústavu biotechnologie VŠCHT je od roku 2023 zaměstnána jako odborná asistentka. V rámci svého výzkumu se zabývá biosyntézou nanočástic kovů pomocí extraktů z rostlinného odpadu.
Od roku 2022 do změny statutu v srpnu 2024 působila jako členka Rady vlády pro koordinaci politiky v oblasti závislostí, kterou vedl Jindřich Vobořil.

## Politické působení
Byla 3. místopředsedkyní České pirátské strany a zástupkyní garanta programového bodu Psychotropní látky.
Do regionální politiky se pokoušela vstoupit, když v krajských volbách roku 2012 kandidovala za Piráty do Zastupitelstva Moravskoslezského kraje, ale nedostala se do něj.
Ve volbách do Poslanecké sněmovny PČR v roce 2013 kandidovala za Piráty v Praze, ale neuspěla; strana se totiž do Poslanecké sněmovny nedostala.
V lednu 2014 byla na Celostátním fóru Pirátů v Pardubicích zvolena třetí místopředsedkyní strany. Po rezignaci Ivana Bartoše na post předsedy se v červnu 2014 stala úřadující předsedkyní strany. Funkce úřadující předsedkyně a 3. místopředsedkyně zastávala do srpna 2014.
Kandidovala i v primárních volbách krajského sdružení Praha do voleb do Poslanecké sněmovny v roce 2021, ale z primárek odstoupila, když nebyla preferována ani na 16. místo kandidátky Pirátů a Starostů.
Dne 7. dubna 2021 byla zvolena do správní rady politického institutu Pirátů.
Dne 13. prosince 2021 ohlásila svoji kandidaturu na předsedkyni Pirátské strany, tím tak vyzvala obhajujícího předsedu Ivana Bartoše. Ve volbě s 285 hlasy (nejméně ze čtveřice předsednických kandidátů) vypadla už v prvním kole – Ivan Bartoš obhájil pozici předsedy – a na post místopředsedkyně se jí rovněž dosáhnout nepodařilo.
V letech 2019 až 2023 byla členkou republikového výboru Pirátů; od roku 2020 byla vedoucí meziresortního programového týmu Návykové chování.
Po zvolení Zdeňka Hřiba stranickým předsedou 9. listopadu 2024 požádala o ukončení členství v České pirátské straně k 17. listopadu téhož roku. K březnu 2025 (v období před nadcházejícími sněmovními volbami) působila jako programová konzultantka Sociální demokracie zaměřující se primárně na problematiku duševního zdraví.

## Politické postoje
V médiích se před volbou republikového předsednictva Pirátů v lednu 2022 rozpoutal rozruch, když na serveru Novinky.cz vyšel článek, že se Michailidu vnitřně hlásí k původní (demokratické) komunistické ideologii podle Kautského. Dále upřesnila, že neoddiskutovatelnou součástí pirátství je podle ní abolishment (odstranění) duševního vlastnictví.
Filosof a signatář Charty 77 Daniel Kroupa označil Kautského myšlenky za sociálně demokratický ideál, který se stal součástí standardních demokratických proudů, a Kautsky sám byl podle Kroupy komunisty označován za renegáta.
Michailidu podpořila europoslankyně za Pirátskou stranu Markéta Gregorová, když v pořadu České televize Interview ČT24 řekla, že Michailidu je liberálka.
Dne 8. ledna 2022 na celostátním fóru Pirátů Michailidu řekla, že ji mrzí, že její „sdílení utopického snu o demokratické, kooperativní a vzájemné společnosti způsobilo mnoha lidem velkou negativitu v jejich životech“. Dne 12. ledna 2022 vyšel s Michailidu rozhovor v Deníku N, kde říká, že ji mrzí, že jí předseda Pirátů Bartoš přisuzoval podporu totality a že sama její rodina má zkušenost s komunistickou perzekucí. Podle jejích slov by se zpětně za komunistku neoznačila a souhlasí s distancí strany od jejího výroku. V rozhovoru pro Prostor X uvedla, že je reálně spíše demokratickou socialistkou a kritizovala komunistický režim.
V květnu 2023 se zúčastnila Dní antikapitalismu, jedná se o prodloužený víkend marxistických přednášek a debat. Organizátorem akce je marxisticky orientovaná Nadace Rosy Luxemburgové ve spolupráci se Socialistickou solidaritou. Od jejího chování se distancoval předseda Pirátů Bartoš. Na základě návrhu místopředsedy Pirátů v Královéhradeckém kraji Filipa Jirouška členská základna hlasovala o odvolání Jany Michailidu z širšího vedení strany (republikového výboru). K tomu nakonec 5. června 2023 skutečně došlo. Do republikového výboru byla znovu zvolena 26. února 2024.